# Челопеч
Челопе́ч (болг. Челопеч) — село в Софійській області, Болгарія. Адміністративний центр і єдиний населений пункт общини Челопеч.

## Населення
За даними перепису населення 2011 року в селі проживали 1473 особи.
Національний склад населення села:
| Національність   | Кількість осіб | Відсоток |
| ---------------- | -------------- | -------- |
| болгари          | 1224           | 95,0%    |
| цигани           | 48             | 3,7%     |
| турки            | 6              | 0,5%     |
| усього відповіли | 1288           |          |

Розподіл населення за віком у 2011 році:
Динаміка населення:

## Галерея

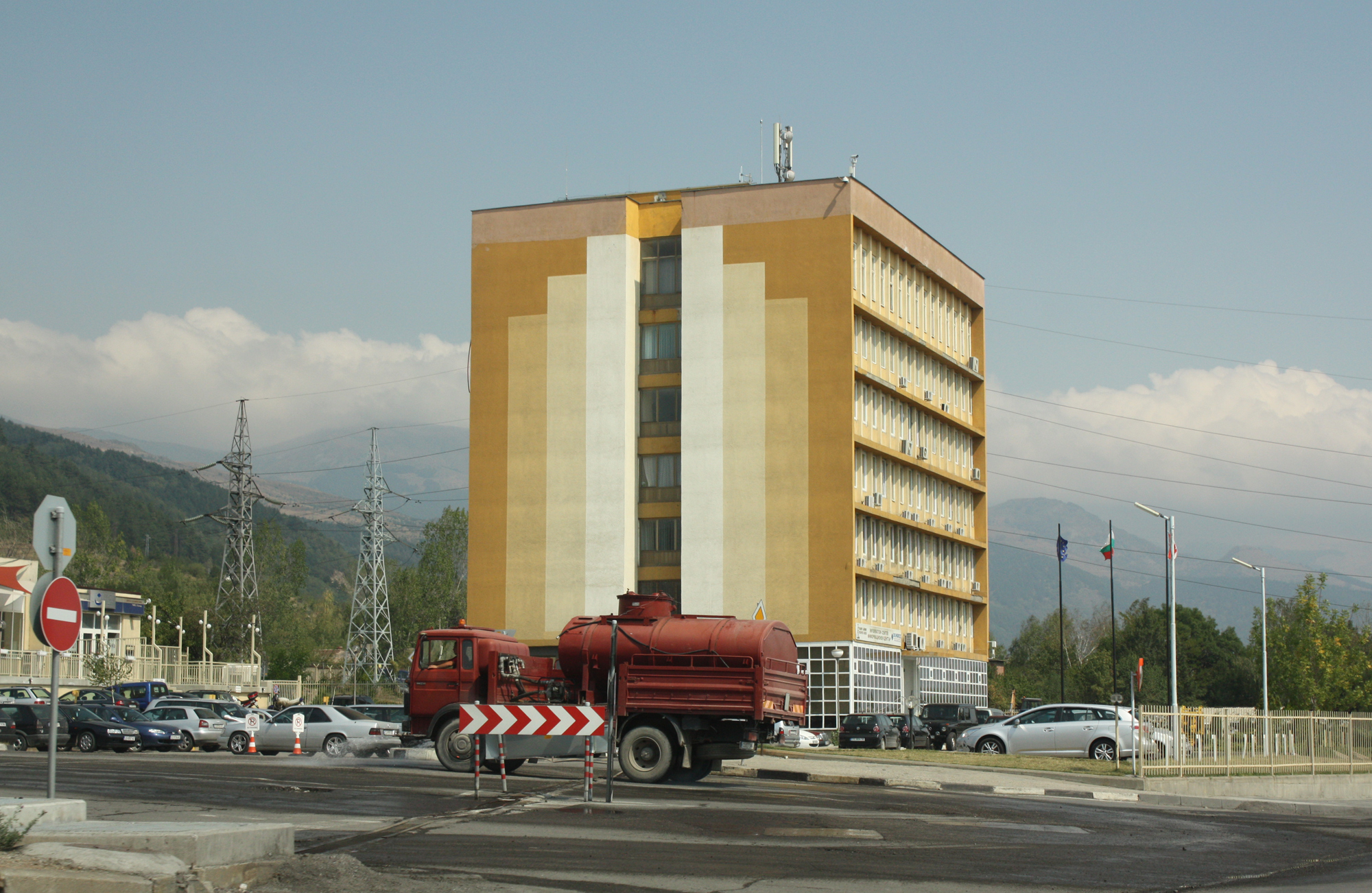
будівля Dundee Precious Metals Inc.[en]
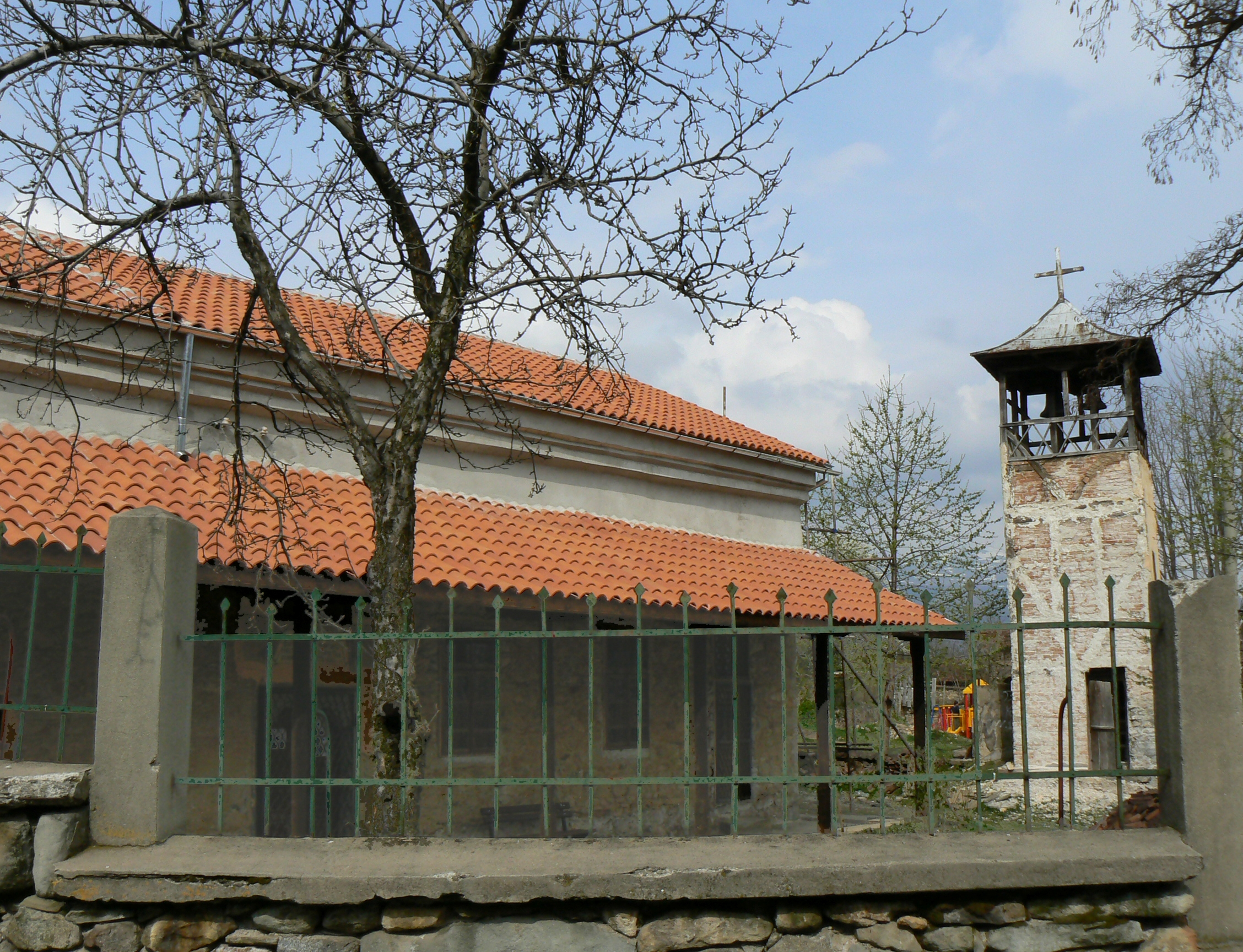
церква св. Ніколая
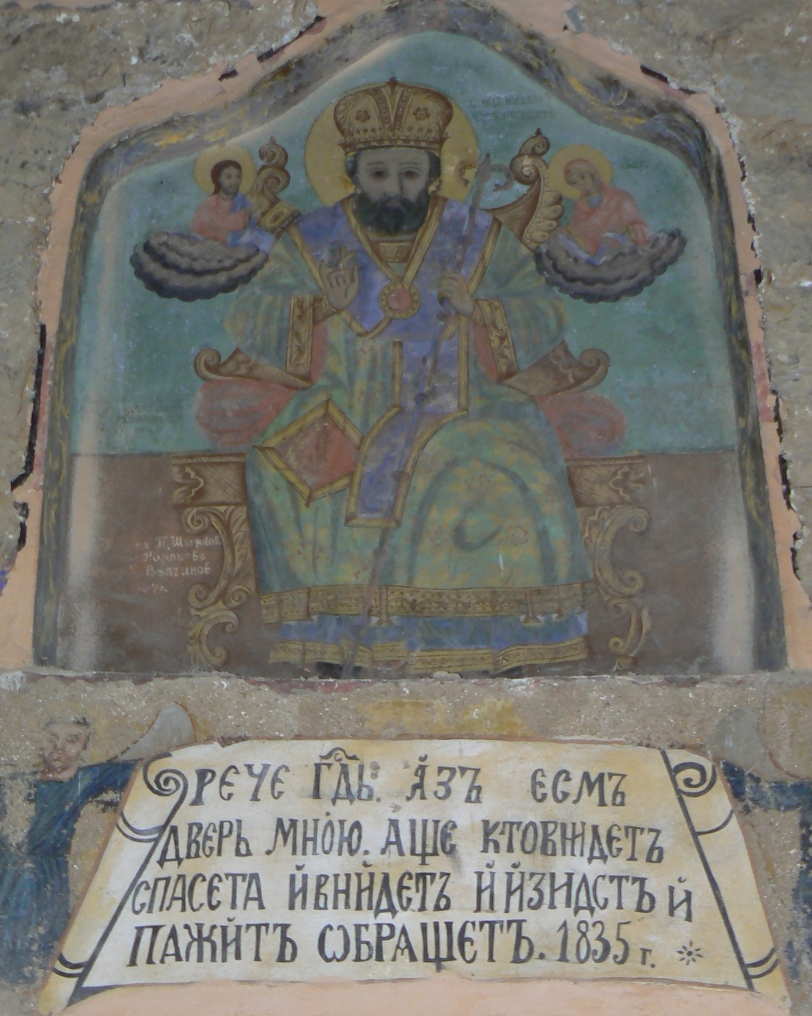
напис над входом у церкву
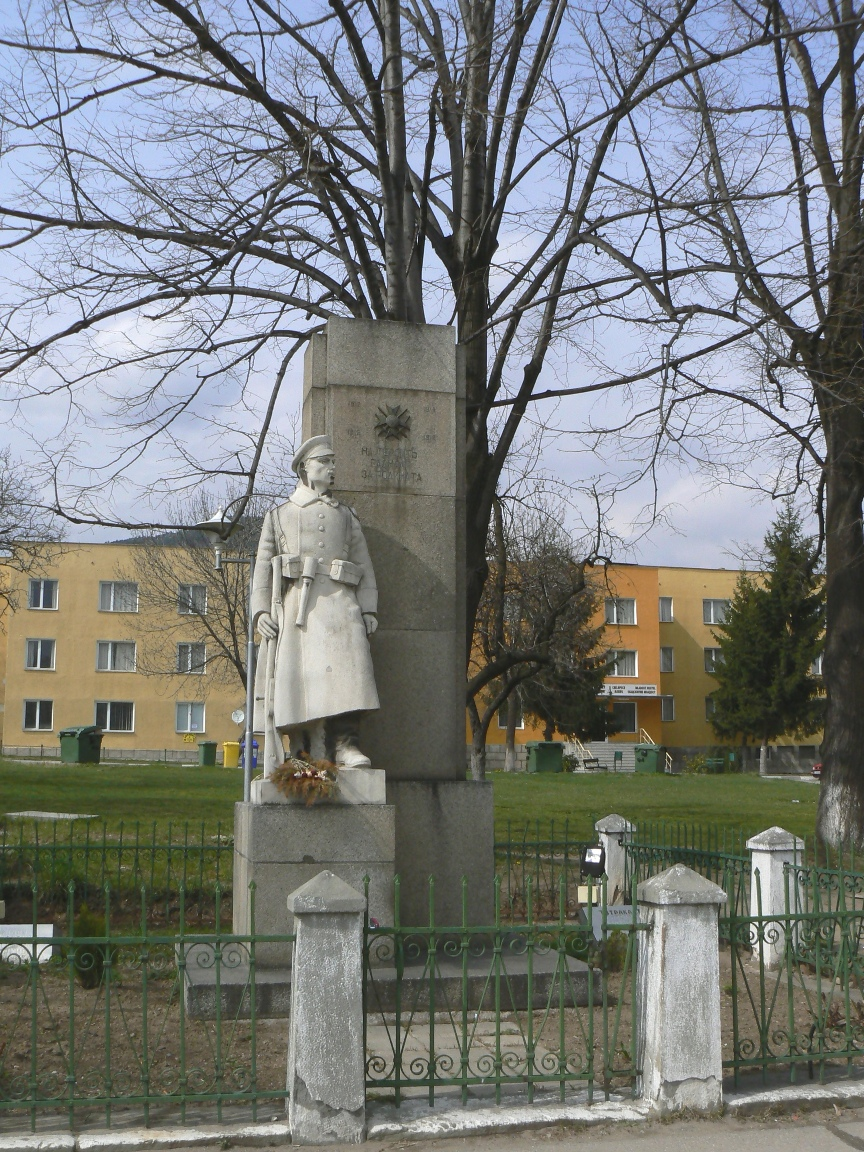
монумент полеглим у війнах
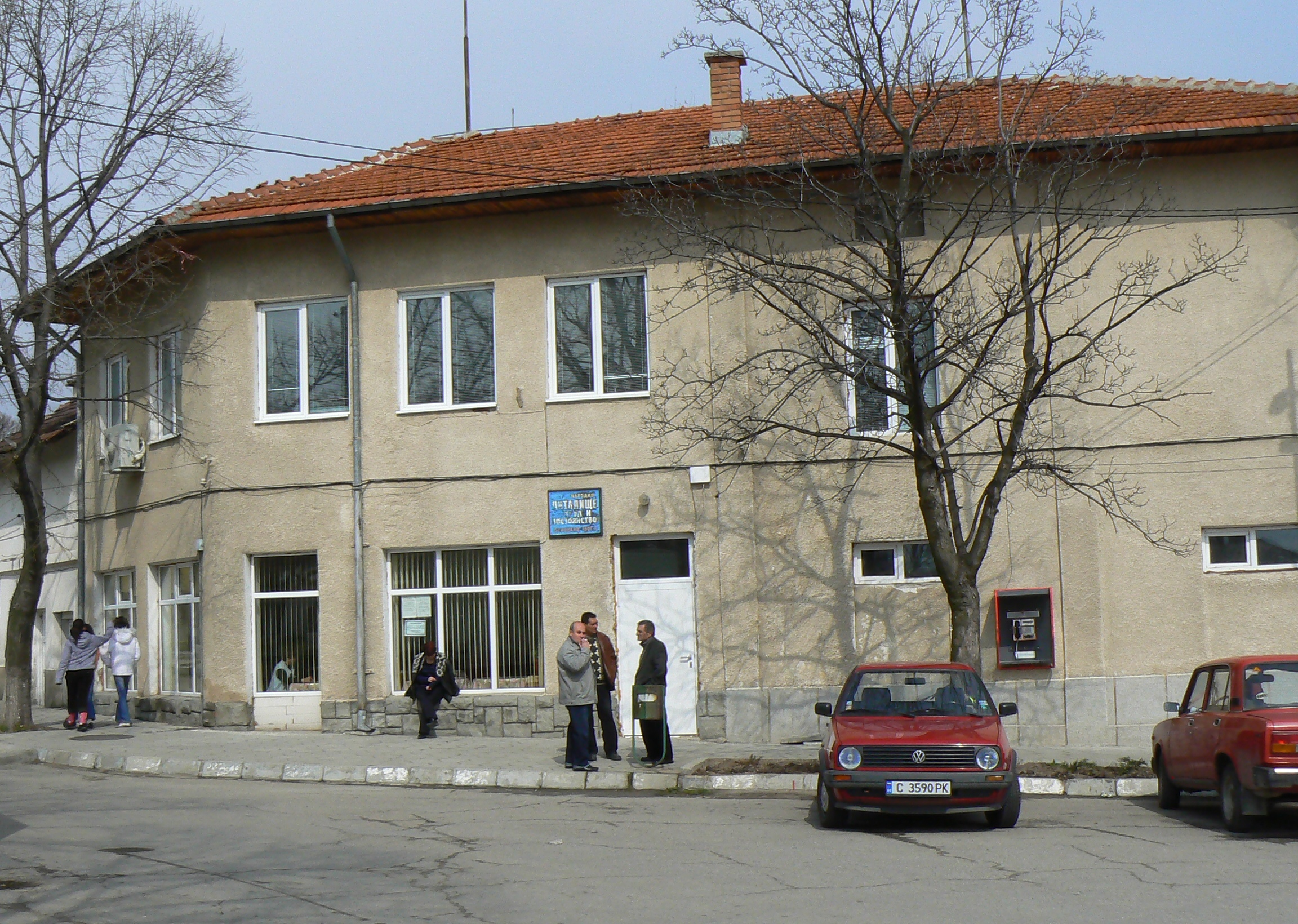
читалиште